# 희망과 영광의 땅
희망과 영광의 땅, 자유의 어머니,

당신에게서 나온 우리가, 어찌 당신을 찬양하지 않으리오?

더 넓고 넓게 당신의 영역이 세워지니

당신을 강하게 만드신 하나님, 당신을 더 강하게 만드시네,

당신을 강하게 만드신 하나님, 당신을 더 강하게 만드시네.
'희망과 영광의 땅' (원제: Land of Hope and Glory)은 영국의 애국가의 하나. 에드워드 엘가 작곡 아서 크리스토퍼 벤선 작사, 1902년 발표.

## 구성

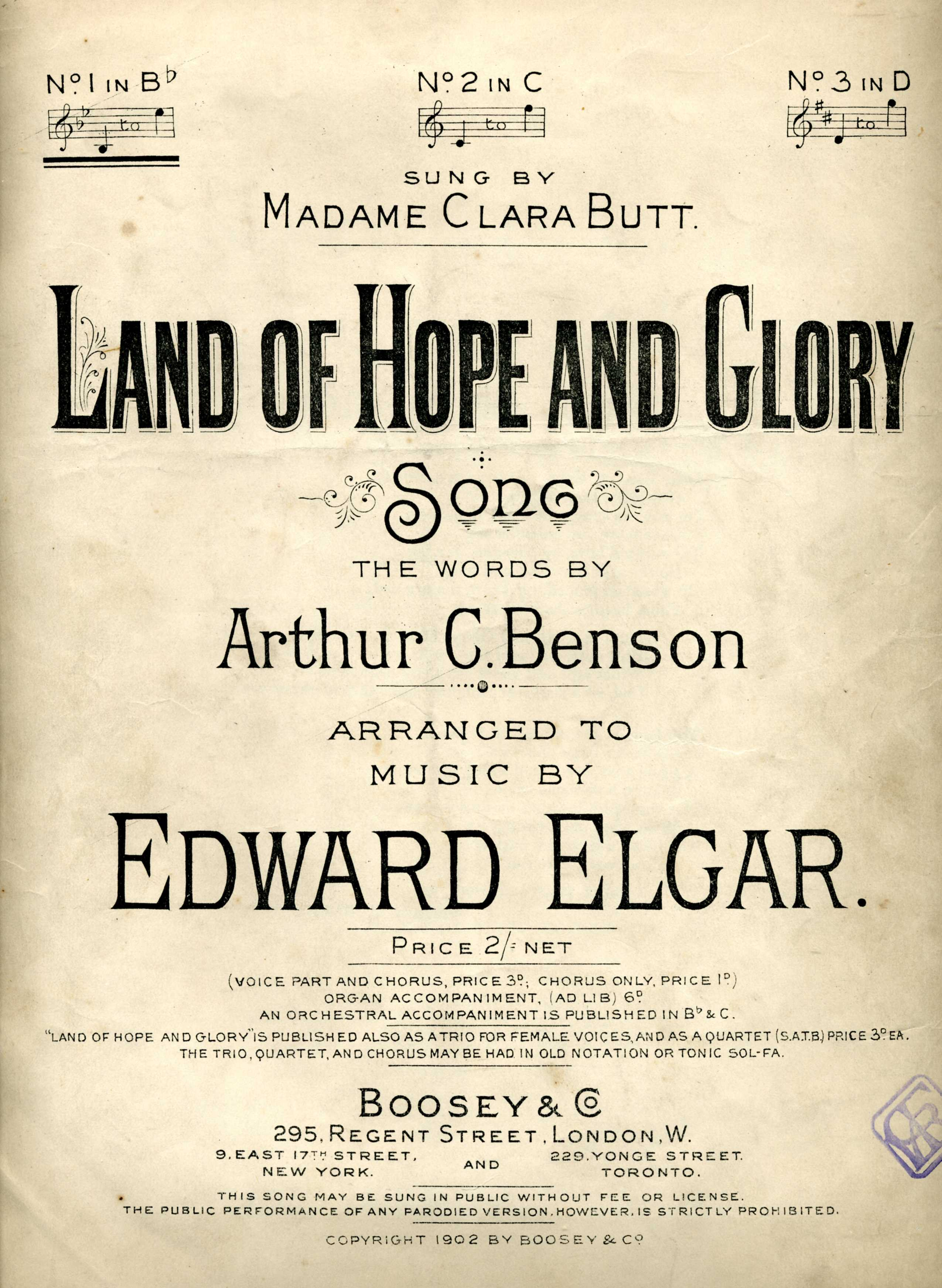

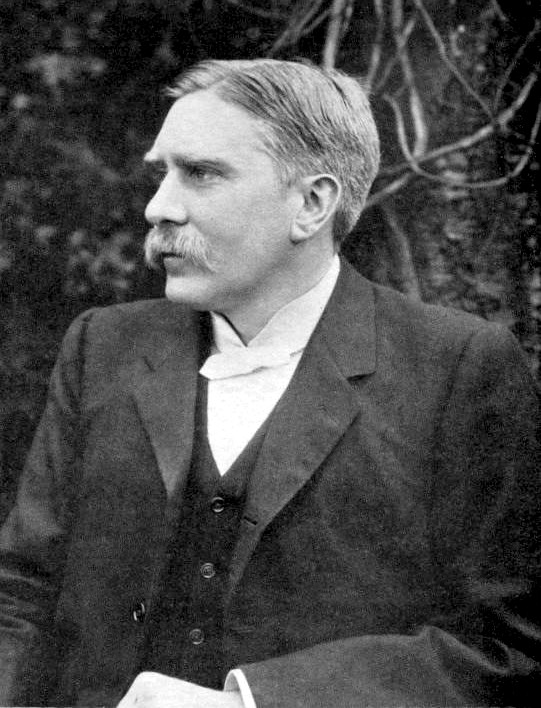
작사자 아서 크리스토퍼 벤선

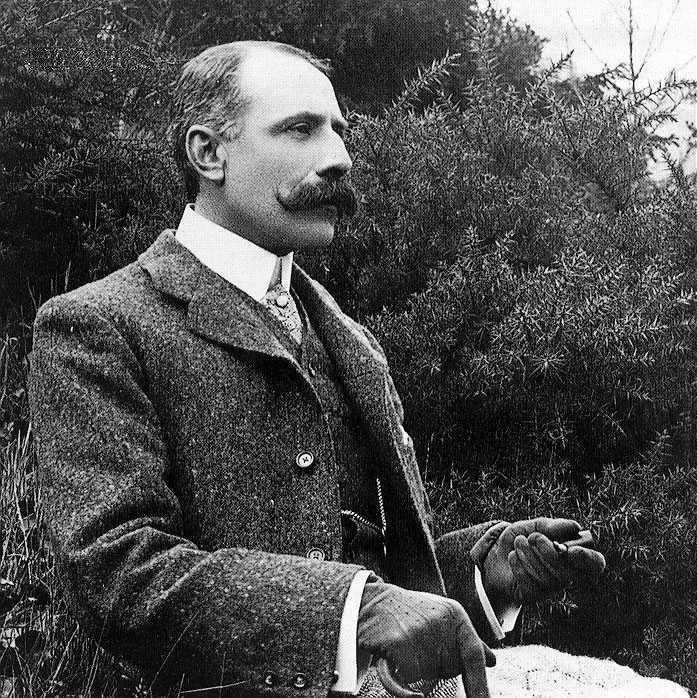
작곡자 에드워드 엘가

본 악곡과 '대관식 찬가' 6번의 후렴은 아래와 같은 엘가의 '위풍당당 행진곡 제1번'의 중간부 (트리오)의 주제의 선율에 붙여져 있다. 이 선율에 가사를 적는 것은 에드워드 7세의 시사이며, 왕은 엘가에게 '이 선율은 훌륭한 가곡이 될 것이다'라고 생각해 고하고 있었다. 엘가는 왕의 대관식이기 때문에 작품을 써 주길 바란다고 의뢰를 받았을 때, 시사를 기초로 '대관식 찬가'를 썼다. 그는 시인이자 수필가 벤선에게 가사의 작성을 의뢰했다.
왕의 맹장염에 의해서, 대관식이 연기되었다. 엘가는 다른 곡을 만들었다. 그것은 1902년 6월에 클라라 버트의 가창에 의해서 초연되었다. 사실, 7개의 스탠저 (시절)의 모두는 '대관식 찬가'의 6번 '종결부'를 전용한 것이다. 제2 스탠저의 4절은 '대관식 찬가'와 공통이다. 이 스탠저는 오늘 인기가 있는 부분이다.

### 가사
Solo

    Dear Land of Hope, thy hope is crowned,

       God make thee mightier yet!

    On Sov'ran brows, beloved, renowned,

       Once more thy crown is set.

   Thine equal laws, by Freedom gained,

       Have ruled thee well and long;

   By Freedom gained, by Truth maintained,

       Thine Empire shall be strong.

    사랑하는 희망의 땅, 당신은 희망으로 가득 차 있고,

       하나님이 당신을 더 강하게 만들었네!

    위엄에 찬 눈, 사랑스럽고 명성을 떨치네,

       다시 한번 당신의 왕위가.

   굳건히 서고 자유를 얻었기에,

       당신은 오래도록 선하게 통치하네

   자유를 얻었고 진리가 유지되니,

       당신의 제국은 굳건하리라.

Chorus

            Land of Hope and Glory, Mother of the Free,

            How shall we extol thee, who are born of thee?

            Wider still and wider shall thy bounds be set;

            God, who made thee mighty, make thee mightier yet,

            God, who made thee mighty, make thee mightier yet.

            희망과 영광의 땅, 자유의 어머니,

            당신에게서 나온 우리가, 어찌 당신을 찬양하지 않으리오?

            더 넓고 넓게 당신의 영역이 세워지니

            당신을 강하게 만드신 하나님, 당신을 더 강하게 만드시네,

            당신을 강하게 만드신 하나님, 당신을 더 강하게 만드시네.

Solo

    Thy fame is ancient as the days,

       As Ocean large and wide:

    A pride that dares, and heeds not praise,

       A stern and silent pride;

    Not that false joy that dreams content

       With what our sires have won;

    The blood a hero sire hath spent

       Still nerves a hero son.

    당신의 명성은 예전부터,

       대양처럼 넓고 크게 떨쳐있네

    감히 자부하며 찬양을 하네,

       꿈들이 만들어 낸 거짓 기쁨이 아닌

    우리 조상들이 이루어낸

       조용하면서도 확고한 긍지

    옛 선조들이 흘린 피가

       여전히 영웅의 후예에게 요동치네.

Chorus

### "Wider still and wider"

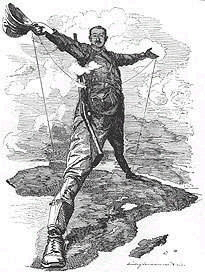
케이프 타운에서 카이로에 철도용의 전선을 부설하는 로즈. 같은 시대의 풍자화

가사의 작성은 세실 로즈의 유지 (1902년 사망)와 동시였다. 거기에는 '세계에 영국의 지배를 확대시킨다'라는 특별한 목적을 위해서 막대한 유산을 기증해, 로즈가 영국인에 의한 영국의 지배 하, 식민지화에 일어나고 싶은을 바라고 있던 영토의 장대하고 상세한 리스트가 더해지고 있었다.
예를 들면, 영국 제국의 확대의 경계는 당시 승리한지 얼마 안 된 보어 전쟁에 나타나고 있어 획득지가 된 남아프리카의 광대한 토지는 윤택한 광물자원을 타고 났다.

## 사용예

연합 왕국의 구성국. 영국은 잉글랜드가 다른 구성국을 정복해 형성되었으므로, 잉글랜드인의 아이덴티티의 형성은 늦었다. 그 영국의 구성국의 하나로서의 잉글랜드의 상징으로서 '희망과 영광의 땅'이 주목받게 되었다

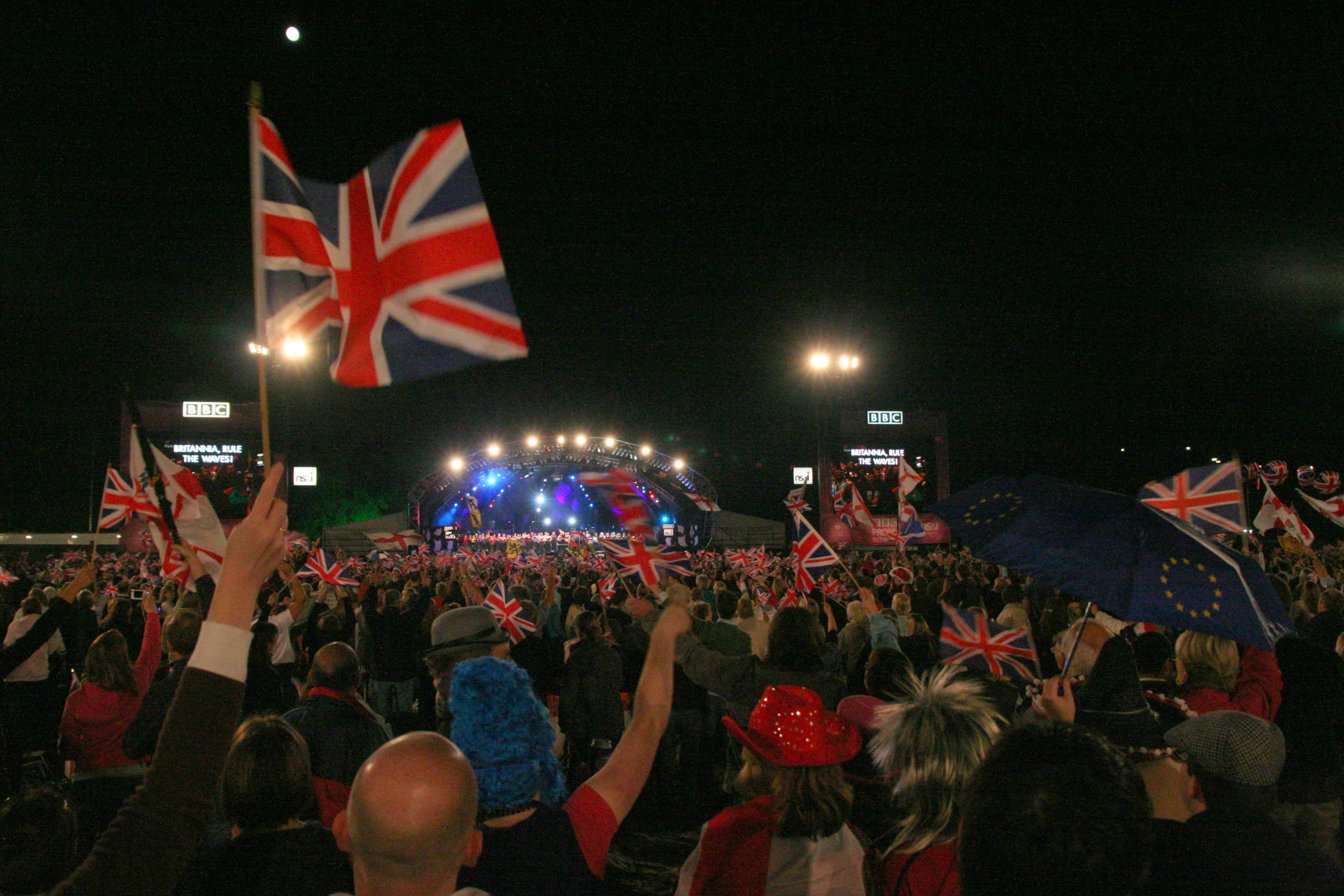
BBC 프롬스의 라스트 나이트. '희망과 영광의 나라'는 관중이 국기를 흔드는 가운데 불린다.

### 잉글랜드 국가로의 제안
현재, 잉글랜드의 국가는 연합 왕국의 국가 '국왕 폐하 만세'라는 합의는 이루어지지 않지만, 잉글랜드가 다른 구성국과 참가하는 스포츠 경기회 등에서는 '국왕 폐하 만세'가 잉글랜드 국가로서 자주 사용된다. 그러나, 이것을 변경하고 싶어 하는 요망은 있어, 2006년의 BBC에 의한 조사에 의하면 55%의 잉글랜드 공민이 '희망과 영광의 땅'이 '국왕 폐하 만세'보다 잉글랜드 국가에 어울린다고 생각하고 있다는 결과가 나왔다.

### 코먼웰스 게임
2010년 이전에는 코먼웰스 게임에서는 잉글랜드 선수단을 대표하는 승리의 노래로서 '희망과 영광의 땅'이 사용되고 있었다. 2010년 4월 3일의 성 게오르기우스의 날에 잉글랜드 영국 연방 게임즈 평의회는 2010년 코먼웰스 게임에서 잉글랜드 선수단의 표창곡에 연주하는데 적격인 곡을 결정하기 위한 공개 투표를 실시했다. 그 결과, 후보곡의 '여왕 폐하 만세' '예루살렘'과 '희망과 영광의 땅' 중에서, '예루살렘'이 잉글랜드 선수단의 공식곡으로서 채택되었다.

### BBC 프롬스
본 악곡은 BBC 프롬스의 라스트 나이트의 클라이막스 중에서 사람들이 국기를 흔드는 가운데 불린다.

### 럭비
럭비 리그의 국제 시합에서 럭비 리그 잉글랜드 대표는 자주 '희망과 영광의 땅'을 국가로서 노래하고 있었다. 2007년에 럭비 리그 그레이트 브리티언 대표의 해체 후, 잉글랜드 대표의 국가는 '국왕 폐하 만세'로 변경되었지만, 현재도 '희망과 영광의 땅'을 경기장에의 입장 테마로서 사용하는 전통을 유지하고 있다.
'희망과 영광의 땅'은 트위크넘 스타디움에서의 홈 게임에서 잉글랜드 럭비 유니온 국가대표팀 팬에 의해서, 양국의 국가 연주 후에 불러지고 있다. '희망과 영광의 땅'은 킥오프 시에 팀을 정리하기 위해서 관중에 의해서 불리고 있다. 이는 뉴질랜드의 뉴질랜드 럭비 유니온 국가대표팀의 마오리 하카에 응하는 것으로서 시작되었다.

### 축구
축구에서는 클럽 팀마다 가사를 바꾼 로컬 버전이 몇 개인가 있다.
일찍이 엘가가 서포터로 있던 울버햄프턴 원더러스 FC의 서포터는 가사를 이하의 로컬 버전으로 변경한 것을 노래한다.
We will follow the Wanderers over land sea and water. 

(우리들은 대지와 바다의 저 쪽에서 원더러스를 응원한다)
같은 팀과 라이벌 관계에 있는 웨스트 브롬위치 알비온 FC의 서포터는
We will follow the Albion over land sea and water

(우리들은 대지와 바다의 저 쪽에서 알비온을 응원한다)
라고 노래한다.
허더즈필드 타운 FC의 서포터는
'We're all following Huddersfield, over land and sea' .

(우리들은 모두 허더즈필드를 응원 경배. 대지와 바다의 저 쪽에서)
라고 노래한다.
더비 카운티 FC의 서포터는
“We all follow Derby, over land and sea (and Leicester)”

(우리들은 모두 더비를 응원한다, 대지와 바다의 저쪽에서)
라고 노래한다.
웨일스 프리미어리그의 아베러스투이스 타운의 서포터는
'We all follow the Aber, over land and sea and Bangor! we all follow the Aber, on to victory'

(우리들은 모두 아베르를 응원한다, 대지와 바다와 뱅고어의 저 쪽에서! 우리들은 모두 아베르를 응원한다, 승리를 위해서)
라고 노래한다.

### 보수당
보수당의 공식곡이며, 당대회에서 불린다. 이는 작곡자인 에드워드 엘가의 유언으로 영국 왕실을 제외한 민간에서는 보수당에서만 사용할 수 있도록 허가했기 때문이다.

### 미국
미국에서는 기악 버전이 전통적으로 졸업식에 연주된다.

## 같이 보기
- 여왕 폐하 만세
- 지배하라 브리타니아여
- 예루살렘 (찬가)
- 위풍당당 행진곡
- 대관식 찬가
- 행성 (모음곡), 내 조국이여, 나 그대에게 맹세하노라